# Poder vivo
Poder vivo es un álbum en vivo del grupo musical de Argentina Rata Blanca, editado en 2003 por el sello discográfico Tocka Discos.
El álbum fue grabado durante dos conciertos en el estadio Luna Park de Buenos Aires, ante unas 15 mil personas, los días 2 y 22 de noviembre de 2002, y lanzado un año más tarde por Tocka Discos. 

## Lista de canciones
1. «Intro» - 3:06
2. «Sólo para amarte» - 5:52
3. «Lluvia púrpura» - 4:50
4. «La canción del guerrero» - 6:30
5. «Abeja reina» - 9:42
6. «Volviendo a casa» - 5:31
7. «Mujer amante» - 6:15
8. «Señora furia» - 4:40
9. «Guerrero del arco iris» - 5:27
10. «La leyenda del hada y el mago» - 7:53

## Créditos
- Walter Giardino: Guitarrista.
- Adrián Barilari: Cantante.
- Guillermo Sánchez †: Bajista.
- Fernando Scarcella: Baterista.
- Hugo Bistolfi: Teclista.